# Homem Vitruviano (desenho de Leonardo da Vinci)
O Homem Vitruviano de Leonardo da Vinci é um famoso desenho que acompanhava as notas feitas pelo polímata por volta do ano 1490 num dos seus diários e é baseado na obra do arquiteto romano Vitrúvio. Descreve uma figura masculina nua separada e simultaneamente em duas posições sobrepostas com os braços inscritos num círculo e num quadrado. A cabeça é calculada como sendo um oitavo da altura total. Às vezes, o desenho e o texto são chamados de Cânone das Proporções elevadas.
O desenho atualmente faz parte da coleção da Gallerie dell'Accademia (Galeria da Academia) em Veneza, Itália.
Examinando-se o desenho, pode ser notado que a combinação das posições dos braços e pernas formam quatro posturas diferentes. As posições com os braços em cruz e os pés são inscritas juntas no quadrado. Por outro lado, a posição superior dos braços e das pernas é inscrita no círculo. Isto ilustra o princípio que na mudança entre as duas posições, o centro aparente da figura parece se mover, mas de fato o umbigo da figura, que é o verdadeiro centro de gravidade, permanece imóvel.

## Proporções
O Homem Vitruviano é baseado numa famosa passagem do arquitecto/arquiteto romano Vitrúvio na sua série de dez livros intitulados de De Architectura, um tratado de arquitetura em que, no terceiro livro, ele descreve as proporções do corpo humano masculino:
- um palmo é o comprimento de quatro dedos
- um pé é o comprimento de quatro palmos
- um côvado é o comprimento de seis palmos
- um passo são quatro côvados
- a altura de um homem é quatro côvados
- "erit eaque mensura ad manas pansas"
- o comprimento dos braços abertos de um homem (envergadura dos braços) é igual à sua altura
- a distância entre a linha de cabelo na testa e o fundo do queixo é um décimo da altura de um homem
- a distância entre o topo da cabeça e o fundo do queixo é um oitavo da altura de um homem
- a distância entre o fundo do pescoço e a linha de cabelo na testa é um sexto da altura de um homem
- o comprimento máximo nos ombros é um quarto da altura de um homem
- a distância entre o meio do peito e o topo da cabeça é um quarto da altura de um homem
- a distância entre o cotovelo e a ponta da mão é um quarto da altura de um homem
- a distância entre o cotovelo e a axila é um oitavo da altura de um homem
- o comprimento da mão é um décimo da altura de um homem
- a distância entre o fundo do queixo e o nariz é um terço do comprimento do rosto
- a distância entre a linha de cabelo na testa e as sobrancelhas é um terço do comprimento do rosto
- o comprimento da orelha é um terço do da face
- o comprimento do pé é um sexto da altura

Vitrúvio já havia tentado encaixar as proporções do corpo humano dentro da figura de um quadrado e um círculo, mas suas tentativas ficaram imperfeitas. Foi apenas com Leonardo que o encaixe saiu corretamente perfeito dentro dos padrões matemáticos esperados.
O redescobrimento das proporções matemáticas do corpo humano no século XV por Leonardo e os outros é considerado uma das grandes realizações que conduzem ao Renascimento italiano.
O desenho também é considerado frequentemente como um símbolo da simetria básica do corpo humano e, por extensão, para o universo como um todo.